# 千葉県道・茨城県道170号我孫子利根線

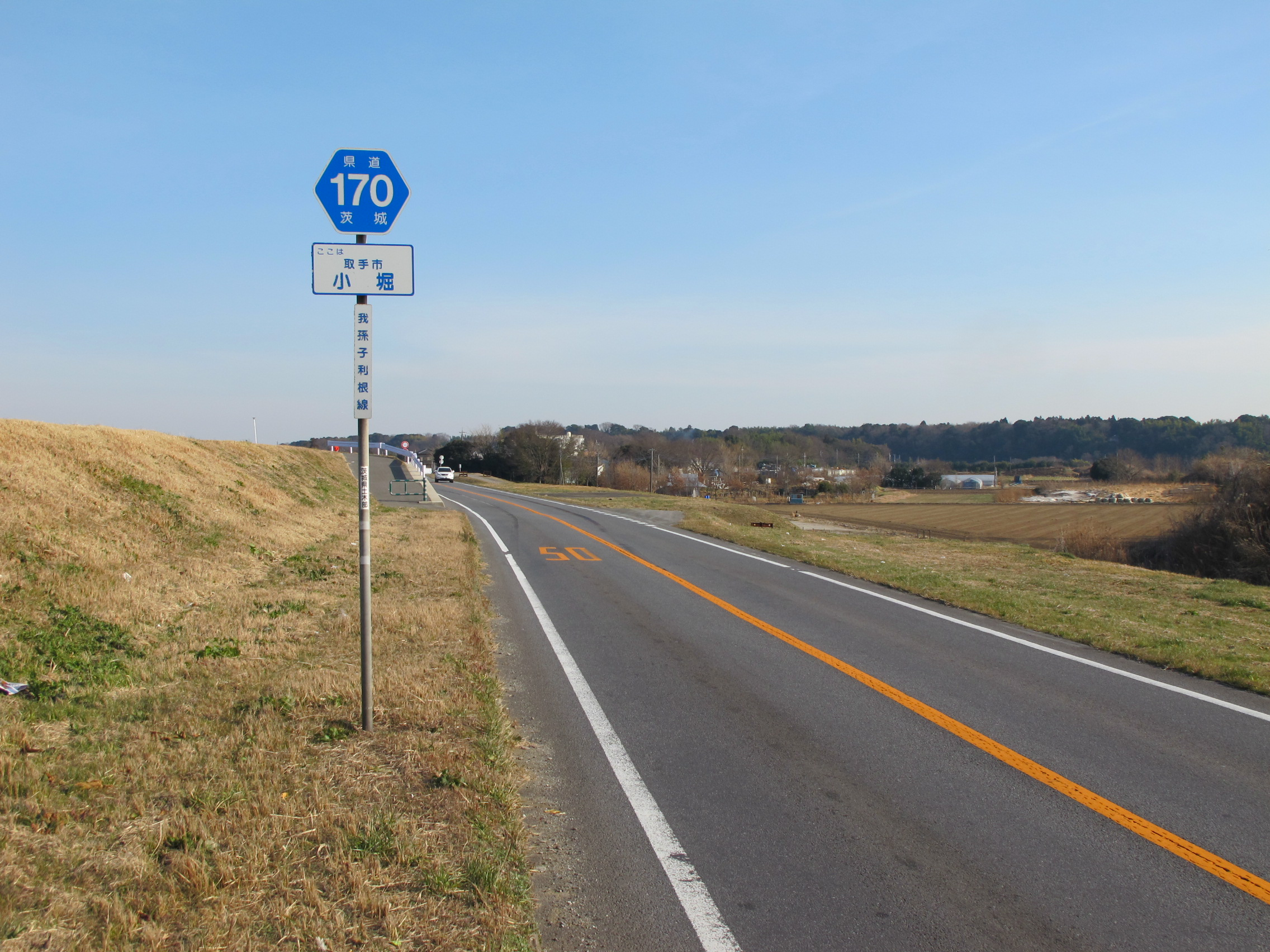
茨城県道170号我孫子利根線
茨城県取手市小堀（2013年1月）

千葉県道・茨城県道170号我孫子利根線（ちばけんどう・いばらきけんどう170ごう あびことねせん）は、千葉県我孫子市から、茨城県北相馬郡利根町に至る一般県道である。

## 概要
千葉県我孫子市北新田の国道6号から、茨城県取手市の小堀（おおほり）地区を経て茨城県利根町布川の栄橋交差点に至る総延長9.2キロメートル (km) 、単独区間の実延長約8.9 kmの路線。利根川右岸（南岸）堤防沿いの区間は利根水郷ラインの一部となっている。終点付近の栄橋南詰交差点で千葉県道・茨城県道4号千葉竜ヶ崎線と重用する栄橋で利根川を渡河する。栄橋南詰交差点から利根川堤防沿いの道路（主要地方道千葉竜ヶ崎線に指定）で更に東へ進むと印西市木下市街地で国道356号と接続しており、国道6号から我孫子市街地を通る国道356号に平行する利根川堤防沿いのこの道路をまとめて「青山バイパス」と呼ばれることがある。

### 路線データ
- 起点：千葉県我孫子市北新田 国道6号との交差点
- 終点：茨城県北相馬郡利根町布川 栄橋交差点
- 総延長：8.942 km（千葉県区間：7.384 km、茨城県区間：1.558 km[1]）
- 重用延長：0.0 km（千葉県区間：0.0 km[2]、茨城県区間：0.0 km[1]）
- 未供用延長：なし（千葉県区間：*.* km、茨城県区間：0.0 km[1]）
- 実延長：8.942 km（千葉県区間：7.384 km[2]、茨城県区間：1.558 km[1]）
- 自動車交通不能区間延長[注釈 1]：なし（千葉県区間：*.* km、茨城県区間：0.0 km[1]）

## 歴史
1986年（昭和61年）12月15日、道路法（昭和27年法律第180号）第7条の規定に基づき、起点を千葉県我孫子市、終点を茨城県北相馬郡利根町とする新規路線となる県道我孫子利根線（整理番号417）が茨城県より路線認定された。道路が供用されたのは翌年の1987年（昭和62年）7月のことである。1995年（平成7年）に茨城県と千葉県の整理番号を170へ統一変更し現在に至る。

### 年表
- 1986年（昭和61年）12月15日：千葉県告示1148号および、茨城県告示1671号において路線認定される[3]。
- 1987年（昭和62年）7月16日：茨城県区間における道路区域（取手市大字取手 - 同市大字小堀、延長1.648km）が決定される[4]。
- 1987年（昭和62年）7月18日：茨城県区間（取手市大字取手 - 同市小堀）が供用開始[5]。
- 1995年（平成7年）3月30日：茨城県区間において、整理番号が整理番号417から現在の番号（整理番号170）に変更される[6]。

## 路線状況
青山バイパスとも呼ばれる主要区間は、国道356号のバイパス道路の役目も担う見通しの良い2車線の道路で、車両の流れが良く交通量は多い。
終点付近の「栄橋南詰」交差点で主要地方道千葉竜ヶ崎線と交差・左折し、千葉県側から県境を越えて茨城県の終点までの区間は、利根川を渡る栄橋のみで、この区間が主要地方道千葉竜ヶ崎線と重複する区間で、渋滞が起こりやすい区間でもある。

### 通称・別名
- 青山バイパス
- 利根水郷ライン

### 重複区間
- 千葉県道・茨城県道4号千葉竜ヶ崎線（我孫子市布佐 - 終点）（栄橋）

## 地理
主要な区間は、利根川堤防に沿って伸びる緩やかなカーブを含んだ直線形に近い線形となっており、道路は千葉県我孫子市（一部は取手市小堀地区）内の利根川右岸堤防の土手にある。

### 通過する自治体
- 千葉県我孫子市 - 茨城県取手市 - 千葉県我孫子市 - 茨城県北相馬郡利根町

### 交差する道路
- 国道6号 - 我孫子市（起点）
- 千葉県道・茨城県道4号千葉竜ヶ崎線　-　我孫子市（栄橋交差点、ここから終点まで重複）
- 茨城県道11号取手東線 - 利根町（終点）

### 沿線
- 東我孫子カントリー倶楽部（我孫子市青山）
- 小堀側渡船場（取手市小堀）